# Skokomish
Skokomish és una concentració de població designada pel cens dels Estats Units a l'estat de Washington. Segons el cens del 2000 tenia 616 habitants.

## Demografia
Segons el cens del 2000, Skokomish tenia 616 habitants, 186 habitatges, i 153 famílies. La densitat de població era de 35,7 habitants per km².
Dels 186 habitatges en un 49,5% hi vivien nens de menys de 18 anys, en un 43% hi vivien parelles casades, en un 21,5% dones solteres, i en un 17,7% no eren unitats familiars. En el 12,4% dels habitatges hi vivien persones soles el 3,2% de les quals corresponia a persones de 65 anys o més que vivien soles. El nombre mitjà de persones vivint en cada habitatge era de 3,31 i el nombre mitjà de persones que vivien en cada família era de 3,42.
Per edats la població es repartia de la següent manera: un 38,1% tenia menys de 18 anys, un 8,1% entre 18 i 24, un 28,6% entre 25 i 44, un 18,3% de 45 a 60 i un 6,8% 65 anys o més.
L'edat mediana era de 28 anys. Per cada 100 dones de 18 o més anys hi havia 109,3 homes.
La renda mediana per habitatge era de 24.038 $ i la renda mediana per família de 26.563 $. Els homes tenien una renda mediana de 23.750 $ mentre que les dones 25.125 $. La renda per capita de la població era de 9.548 $. Aproximadament el 26,6% de les famílies i el 29,3% de la població estaven per davall del llindar de pobresa.

## Poblacions més properes
El següent diagrama mostra les poblacions més properes.